# Planifolio

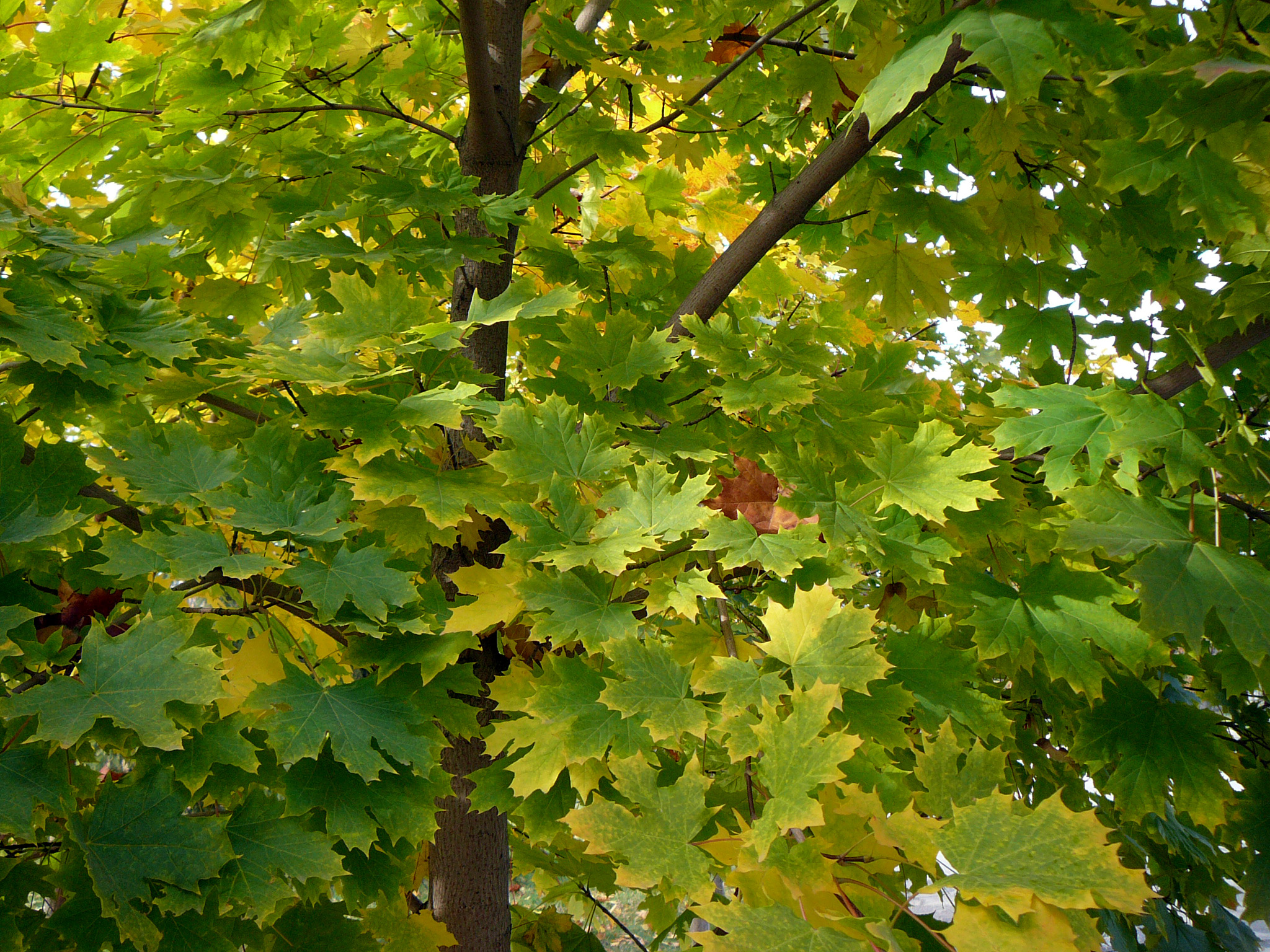
Arce real (Acer platanoides).

Planifolio, latifolio (del latín plānus «plano» y latifolius «hoja ancha» ), hace referencia a los árboles o arbustos considerados frondosos por sus hojas anchas y planas, en contraposición a las coníferas que tienen hojas estrechas, aciculares o escamadas. Hay que destacar que planifolio es un término descriptivo, no taxonómico, puesto que aunque en la actualidad la gran mayoría de los latifolidos son plantas angiospermas, existen también algunas gimnospermas planifoliadas como el Ginkgo biloba, y en el pasado anterior a la aparición de las plantas con flor las gimnospermas latifoliadas eran abundantes.
Los árboles planifolios que viven en ambientes fríos o templados suelen ser caducifolios, aunque no suele ser así en los climas más suaves como el mediterráneo, los climas tropicales y subtropicales. La comunidad vegetal dominada por árboles planifolios se denomina bosque de frondosas, bosque planifolio o bosque de latifolias, latifoliado o de hoja ancha. 

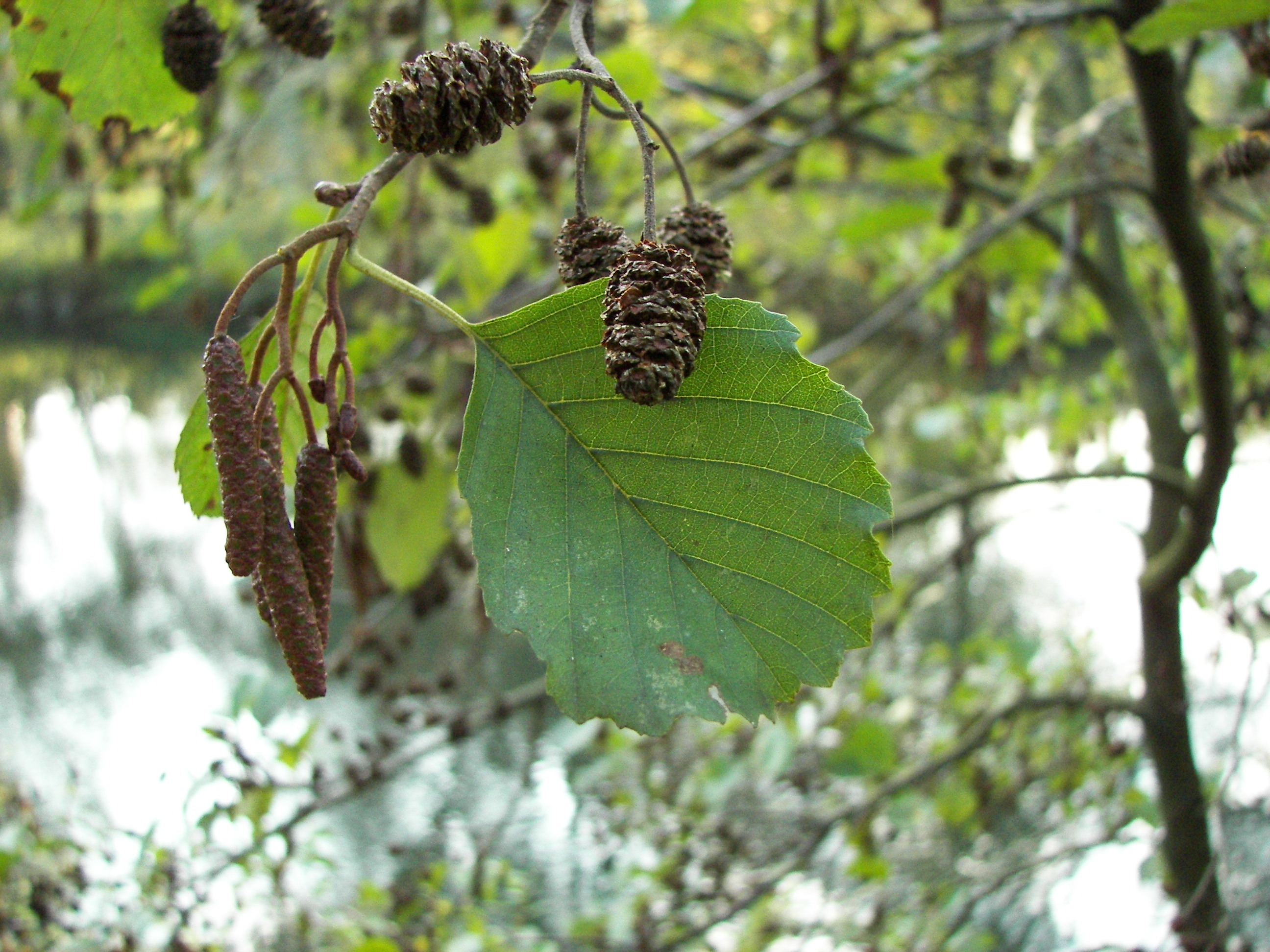
El aliso común, (Alnus glutinosa), es un ejemplo de árbol planifolio.

Los géneros de árboles planifolios presentes en Europa son:

- Acer
- Alnus
- Betula
- Carpinus
- Crataegus
- Fagus
- Fraxinus
- Ilex
- Laurus
- Malus
- Platanus
- Populus
- Prunus
- Pyrus
- Quercus
- Salix
- Sorbus
- Tilia
- Ulmus